# رابطة الدول الكاريبية
رابطة الدول الكاريبية هو اتحاد أمم البحر الكاريبي. شُكل بهدف تعزيز التشاور والتعاون والعمل المتضافر بين جميع بلدان منطقة البحر الكاريبي. الغرض الأساسي من تأسيسه هو تطوير قدر أكبر من التجارة بين الأمم، وتعزيز النقل، وتطوير السياحة المستدامة، وتيسير استجابات أكبر وأكثر فاعلية للكوارث الطبيعية المحلية.
تضم 25 دولة عضوا وسبعة أعضاء منتسبين. تم توقيع الاتفاقية المنشئة له في 24 يوليو 1994، في قرطاجنة، كولومبيا.

## المنظمات المراقبة
- الجماعة الكاريبية
- منظمة السياحة الكاريبية (CTO)
- منظومة التكامل في أمريكا الوسطى (SICA)
- منظومة التكامل في أمريكا الوسطى (SIECA)
- مجموعة دول أمريكا اللاتينية والكاريبي
- الاتحاد الأوروبي[2]
- النظام الاقتصادي لأمريكا اللاتينية (SELA)
- ميركوسور
- مفوضية الأمم المتحدة الاقتصادية لأمريكا اللاتينية وجزر الكاريبي (ECLAC)

## روابط خارجية
- الموقع الرسمي
- رابطة دول الكاريبي - أعضاء الرابطة